# 日本における外国人参政権
本項では日本における外国人参政権（にほんにおけるがいこくじんさんせいけん）をめぐる議論について解説する。外国人参政権とは、その国の国籍を有しない外国人に付与される参政権を指す。現在、日本では日本国憲法第15条に「国民固有の権利」と明記されていることから、外国人参政権は認められていないが、様々な議論が見られる。

## 対象
外国人参政権の「対象」について概説する。

### 日本国民の参政権
日本国憲法第15条は「公務員を選定し、及びこれを罷免することは、国民固有の権利である」と定めている。このことから、日本国籍の成人には憲法上選挙権が保障されている。一方で、「国民固有の権利」と明記されているため、日本国政府は参政権は「権利の性質上日本国民のみをその対象」とし、外国人に付与を行うのは憲法違反となるという見解を取っている。従って、現状は選挙権の取得には日本に帰化し、日本国籍を取得することが必須となる。
※学説としては国政選挙につき禁止説、地方選挙のみ許容説が最も有力である(判例の立場も同じ)。（積極的に権利としては認めていないが、違憲でもないという説）が主流である。
外国からの帰化者の参政権
日本国籍取得者（帰化者）は、日本国民であり参政権（選挙権・被選挙権）を持つ。日本国民となった「日本国籍取得者」と国民になっていない「帰化していない在日外国人」とは区別して考える必要がある。
一例として、スポーツの国際大会に日本代表として出場したサッカーの呂比須ワグナー（FIFAワールドカップ出場）や野球の新井貴浩（北京五輪出場）、大相撲の年寄を襲名した外国出身力士（高見山、曙、武蔵丸、旭天鵬など）らは、日本国籍取得者であるので日本人として当然に選挙権が保障されている。
帰化者の中からも国会議員に当選したものがいる。例として新井将敬（朝鮮籍から1966年に帰化。故人）、ツルネン・マルテイ（フィンランドから1979年に帰化。元民主党参議院議員）、白眞勲（大韓民国から2003年に帰化。立憲民主党参議院議員）、蓮舫（日台ハーフ。国籍法の父系血統主義により中華民国籍取得。1984年の父母両系血統主義移行に伴い日本国籍を取得。立憲民主党参議院議員）英利アルフィヤ（中華人民共和国、自由民主党衆議院議員）などが挙げられる。
重国籍者
二重国籍者等の重国籍者であっても日本国籍を所持していれば日本国民であるので選挙権・被選挙権を持つ。重国籍状態になる場合は相手国の制度により国籍放棄が出来ない場合、国籍放棄手続きの怠り等である。
一時重国籍状態であった国会議員の例として、蓮舫（出生時は中華民国国籍であったが1985年の国籍法改正に伴い日本国籍を取得。国交のある中華人民共和国の法令では他国の国籍取得により自動で喪失であるが日本政府は中華民国出身者には中華民国の法律を適応するため手続き怠りにより二重国籍状態の解消は2016年）、小野田紀美（出生時はアメリカ国籍であったが2015年国籍選択で日本国籍を取得、しかしアメリカ国籍放棄の手続きの怠りにより二重国籍状態の解消は2017年）らが挙げられる。
帰化者以外の定住者の参政権
外国人も日本政府に帰化を申請し許可されれば、日本国籍を持つ日本人となり、参政権を得ることができる。外国人の中には、長らく日本に定住している者であっても、個々の事情から帰化をあえて選ばず外国籍で居続けている者がいる。彼らは日本国籍を持たないため、当然ながら参政権を得られていない。そこで彼らの一部が、外国籍を維持しつつ参政権（主に地方選挙権）を得られるように要望している。

### 対象となる外国人
参政権付与対象者は、
1. 日本の国籍を有しない者(入管法第2条) で、
2. 日本に定住している者

である。以下、各想定について記す。
特別永住者への限定
1995年（平成7年）2月28日最高裁判決「傍論」においては、特別永住者である原告に対しての判決であり、「我が国に在留する外国人のうちでも永住者等であってその居住する区域の地方公共団体と特段に緊密な関係を持つに至ったと認められるもの」としていることから、特別永住者(平和条約国籍離脱者とその子孫)を想定していたとする主張もある。この場合、対象となる特別永住外国人の国籍は、令和5年末時点で韓国・朝鮮人277,707人（98.8%）、台湾人1,045人（0.37%）、アメリカ人870人(0.3%)、中国人672人(0.23%)、その他918人となり、ほぼ韓国・朝鮮人のみを指す。
一般永住者
民主党・公明党・日本共産党など各党は、上記「傍論」を根拠の1つとして、外国人地方参政権付与法案を提出してきた。その対象者は、一般永住者にまで参政権を付与することを想定している。民主党賛成派議連の2008年提言では、一般永住者にまで参政権付与対象を拡大する理由として「(両者)いずれも、我が国において地域社会の一員として、日本人と同様に生活を営んでおり、その点において本質的な差異はない」と住民権（市民権)を模範にした。これについては、市民権についての誤解があるという批判があり、参政権付与の根拠とされる傍論作成に関与した元最高裁判事園部逸夫は「ありえない」と批判した(後述）。
| 在留の資格               | 人数      | 構成比 |
| ------------------------ | --------- | ------ |
| 一般永住者               | 918,116   | 24.4   |
| 技能実習                 | 456,595   | 12.1   |
| 技術・人文知識・国際業務 | 418,706   | 11.1   |
| 留学                     | 402,134   | 10.7   |
| 家族滞在                 | 305,598   | 8.1    |
| その他                   | 1,117,828 | 30.3   |
| 合計                     | 3,678,977 | 100    |

在日外国人の在留資格と実数について
「永住者」(一般・特別の合計)の資格を持つ永住外国人は約119万人である。一般永住者の数は91万8116人で、年々増加している。特別永住者の数は27万4023人で、年々減少している（2024年12月末時点）。
在日外国人の在留資格のうち、長期の在留期間を認められるものは、以下の4種がある。
- 一般永住者:外国人のうち法務大臣が永住を許可した者(在留期間制限なし)
- 特別永住者:韓国籍・朝鮮籍・台湾国籍・その他の平和条約国籍離脱者とその子孫(在留期間制限なし)
- 定住者:法務大臣が在留を特別に許可した者（5年,3年,1年,6月又は法務大臣が個々に指定する期間（5年を超えない範囲))。主に日系三世、中国残留邦人、第三国定住難民等が対象[8]
- 高度専門職2号:研究者、教授、管理職といった高度な技能を持った外国人を対象とした資格。(在留期間制限なし[9])

### 対象となる選挙
日本における外国人の参政権には(1)公職選挙など公職選挙法が適用されるものと、(2)地方自治体における一部住民投票条例のような国籍条項がないものがある。なお、自治会（町内会）の役員選挙には外国人であっても問題なく参加することができるが、これは参政権の範疇外である。

#### 公職選挙法が適用される選挙
ここでは(1)について述べる。現行法上、(1)について公職選挙法第9条・第10条・第21条は、選挙人名簿に登録されるのは「当該市町村の区域内に住所を有する年齢満十八年以上の日本国民」としており、認められていない。
外国人参政権法案において対象とされる可能性がある選挙
対象とされうる選挙は、最高裁判決「傍論」や各党法案での想定は異なるものの、主に公職選挙法における地方参政権である。
- 平成7年2月28日最高裁判決の「傍論」においては「法律をもって、地方公共団体の長、その議会の議員等に対する選挙権」としており、具体的には「地方議会（都道府県・市町村）議員選挙」と「首長（都道府県知事・市町村長）選挙」を想定していた。

各政党の法案が想定している選挙
各政党(民主党・公明党・日本共産党)の法案では、対象となる選挙・権利は、上記傍論が想定していた範囲(地方選挙権)を拡大している。各政党の付与を予定する権利は、日本共産党案が「地方被選挙権」を予定する点で最も大きく拡張され、民主党案がこれに続き、公明党現行案が最高裁判決「傍論」が想定した案に近い。以下、現存する政党のみを議席数順に挙げる。
- 民主党:地方選挙権のほかに各種請求権・就任資格など多数の権利を含む法案を提出。民主党賛成派議連2008年5月提言では、地方選挙権のみを付与する。直接請求権・公務就任権は今後必要に応じて検討としている[7]。
- 公明党:地方選挙権のほかに各種請求権・就任資格など多数の権利を含む法案を提出。第163回国会以降は地方選挙権のみを付与する法案を提出。
- 日本共産党:地方選挙権のほかに地方被選挙権、各種請求権・就任資格など多数の権利を含む法案を提出。

#### 国籍条項がない選挙(現在も外国人が選挙権を持つ選挙)
農業委員会・海区漁業調整委員会の選挙や、土地改良区の総代選挙、住民監査請求・住民訴訟にも国籍条項は無い。
自治体の選挙管理委員会が管理する選挙であっても、公職選挙法が適用されない選挙には国籍条項は無い。法的拘束力はないものの地方自治体における一部住民投票条例には外国人に投票権を認めるという形で外国人参政権が実施されている例がある。2002年の滋賀県米原町を始めとして2005年10月末までに常設型のものも含め約200の自治体が外国人の住民投票権を認める条例を制定した。

## 歴史
大日本帝国時代には、台湾人および朝鮮人はそれぞれ台湾戸籍、朝鮮戸籍に編纂登記され、内地の戸籍とは別個に管理されていた。一方で台湾人、朝鮮人とも大日本帝国憲法の呼ぶ帝国臣民であり、それぞれが内地に寄留しているかぎり、内地のものと同様に帝国臣民としての参政権が認められていた（特別永住者#概説参照）。一方で領域としての台湾・朝鮮はそれぞれ総督府が設置され直接統治されていたため、現地住民も内地戸籍に編纂されている日本人寄留者も台湾や朝鮮の統治に関する参政権は認められていなかった（地方議会は設置され地方参政権は存在した）。また帝国議会衆議院選挙区の設定は1945年（昭和20年）4月1日の衆議院議員選挙法改正まで行われず、また外地を選挙区とした選挙は結果として1度も執行されなかった。そのため、これらの領域に居住寄留している帝国臣民は帝国議会への参政権を行使できなかった。
一般永住者とは異なる枠の特別永住者が発生した経緯を概説する。
1945年の日本敗戦により、在日旧植民地出身者が、法律上なお日本国籍を保持しながら、実質的に外国人となったことに端を発する。また、日本政府や有力者が、在日朝鮮人、台湾人を治安対象として警戒していたことも大きな理由であった。幣原喜重郎内閣は、いったんは在日旧植民地出身者の日本国籍と参政権を引き続き認める閣議決定を行った。しかし清瀬一郎は、この時点で約200万の「鮮台人」（朝鮮、台湾出身者）が参政権が持つことになり、10議席以上を獲得する可能性があると主張した。その上で、民族問題や朝鮮出身者と天皇制廃止論の結びつきを恐れ、参政権剥奪を強く主張した。同年末からGHQ指令による在日旧植民地出身者の送還が始まる。なお12月に旧植民地出身者を戸籍から外し、その上で12月17日、戸籍法の適用を受けない者の参政権を「当分ノ内停止」する内容の、衆議院議員選挙法改正案が可決した。1946年3月までに日本政府の手配で140万人以上の朝鮮人が帰還した。
一方で、敗戦により日本は連合国軍の占領下に置かれ、1946年2月12日GHQによる憲法改正案が発表された（マッカーサー草案）。草案の第14条では、参政権はpeople（人民）の権利とされ、永住者であるか否かを問わず、全ての外国人参政権を認める内容だった。日本政府は枢密院の審議で、「人民」を「国民固有」に改め、また第15条に振り替えた。参政権に限らず、人権規定の多くは同様の置き換えが行われたが、佐藤達夫がGHQから譲歩を引き出した結果であったという。そして枢密院修正案を帝国議会に提出し、10月29日に日本國憲法として可決・成立し、11月3日に公布された。「国民固有」の文言について、入江俊郎法制局長官は「国民と云ふのは日本人と云ふことである。」と説明している。すなわち、外国人参政権の否定が目的だったことになる。ただし、「国民固有」が外国人参政権を積極的に禁じた物か、あるいは他の解釈の余地があるのかについては学説上争いがある（#外国人参政権と人権に関する法学通説）。
1947年には最後のポツダム勅令である外国人登録令第十一條により「台湾人のうち内務大臣の定める者及び朝鮮人は、この勅令の適用については、当分の間、これを外国人とみなす」とされた。これにより、在日旧植民地出身者は名実共に「日本国籍を持つが制度上は外国人として扱う」存在と見なされた。
1948年、韓国、北朝鮮はそれぞれ連合国軍政から独立。しかし同年4月3日に済州島四・三事件が起こり、在朝鮮アメリカ陸軍司令部軍政庁支配下にある南朝鮮（現大韓民国）政府が、島民の動きに南朝鮮労働党が関与しているとして、島民全人口の20%にあたる6万人を虐殺、島内の70%が焼き尽くされた(〜1954年）。この事件に続いて同年10月19日、麗水・順天事件が起こり反乱軍のみならず8000人の民間住民が虐殺された。これらの虐殺事件にともない、済州島や全羅南道から多くの難民が日本へ亡命(密入国した)。これらの事件について韓国政府は長い間タブー視し、事件の全容が明らかになったのは、民主化後の1990年代以降である。
1950年6月から1953年7月にかけては、朝鮮戦争が勃発し、半島全土が荒れ地となり、戦火を逃れ、日本に流入する朝鮮人が増えて、1955年までに1万2500人にのぼった。なお、朝鮮戦争にともない、日本でも北朝鮮政府支持者と南朝鮮政府支持者との紛争が多発した。
1952年、サンフランシスコ講和条約締結によって日本は国家主権を回復した。同時に日本領土の最終画定に伴う朝鮮の独立を承認した。これにともない、旧植民地出身者は名実共に日本国籍を失った（ただし樺太出身者の日本国籍は保持された）。また、内地（本国）出身者であっても、旧植民地出身者と結婚し、その戸籍（外地籍。朝鮮戸籍・台湾戸籍）に移った者は、同様に日本国籍を失った。当時、韓国朝鮮人の側からも、併合により付与された日本国籍の保持に興味は無く、この日本国籍喪失措置に異議を唱えなかったとされる。実際には旧植民地出身者、および配偶者となったために日本国籍を失った内地出身者による、日本国籍喪失を無効とする訴訟は複数例がある。昭和30年（1955年）（オ）第890号国籍存在確認請求事件の1961年（昭和36年）4月5日最高裁判所大法廷判決といずれも訴えは棄却されている。

### 韓国政府の対応の変遷
1949年10月7日に韓国政府から当時の日本の施政権を有していたGHQに対して、駐日大韓民国代表部の鄭恒範大使を通じて、「在日韓国人の法的地位に関する見解」を伝え、「在日大韓民国国民の国籍は母国の韓国であり、日本国籍は完全に離脱している」という趣旨の日本国宣言が行っていた。この宣言は韓国によるGHQに日本に居住している同胞はあくまで韓国人であり、日本人として扱うことは不適切で不当であるという趣旨の宣告だった。しかし、1953年に朝鮮戦争が休戦となり、在日韓国人が半島に帰還しようとしたところ、半島全土が焦土となっていた韓国政府は受け入れる社会体制が整備されていなかったとして、在日韓国・朝鮮人の送還を拒否した。1959年の調査によれば、特別永住者となったものは日本政府や連合国の手配を拒んで自ら残留したものと犯罪者だけであり、当時日本に在住する朝鮮人は殆ど自由意志によるもので、戦時徴用(いわゆる強制連行)で来日したものは245人しか残留していなかった。
1965年、日韓基本条約締結に伴い締結された日韓法的地位協定では、国外退去に該当する事由が他の外国人と比べて大幅に緩和された協定永住資格は2代目までに限り、3代目以降については25年後に再協議とした。その後、在日韓国人が民団を通じた減税措置などのいわゆる在日特権を獲得していったこともあって日本への帰化が進まなかった。朝鮮総連中央委員会の機関紙である朝鮮新報の1998年のコラムによれば、1977年から在日本大韓民国民団(民団）主導で開始された「差別撤廃・権益擁護運動」のなかで在日韓国人の参政権獲得運動が始まったという。また同コラムによれば、《「差別撤廃・権益擁護運動」の指針と言える「差別白書」の編集責任者は「日本語を使い、日本の風習に従う社会同化は義務」などと言ってい》たという。
1991年、入管特例法により3代目以降にも同様の永住許可を行いつつ、同時に韓国人のみが対象となっていた協定永住が朝鮮籍、台湾籍の永住者も合わせて特別永住許可として一本化された。この1991年日韓外相覚書には、地方自治体選挙権について大韓民国政府より要望が表明されたと明記されている。

## 日本国政府見解
2010年（平成22年）5月27日、参議院議員・山谷えり子の質問主意書に対して、日本国政府は2010年（平成22年）6月4日、鳩山由紀夫内閣の閣議で決定した政府答弁は、以下の通りである。
と明示されており、行政府も同様に考えている。以上の通り、日本国憲法では「国民主権の原理」などから、外国人には参政権の行使を保障していない事を明らかにしているが、これは最高裁の立場とは異なっている

## 裁判
これまで外国人参政権付与を求める訴訟がいくつか行われているが、全てが最高裁判決において退けられている。日本国内法では国政地方ともに外国人参政権は一切認められていない。
最高裁判決は、これまでに平成5年(ヒッグス・アラン裁判）、平成7年(傍論を付された)、平成10年（国政被選挙権）、平成12年 （地方参政権） の計四つ行われた。
このうち平成7年の最高裁判決は、いわゆる「傍論」とされる文を含んでおり、議論の争点とされている。
平成5年2月26日最高裁判決（国政参政権）
日本在住でイギリス国籍のヒッグス・アランが、国政参政権と地方参政権の双方について提訴、いずれも請求棄却された。判決ではマクリーン事件最高裁判決を引用しつつ、外国人の人権には、その性質により保障されるものとされないものがあり、国政参政権は国家を前提とする権利であり、日本国民にのみ保障されているものとした。
平成7年2月28日最高裁判決（地方参政権)
最高裁上告棄却。後述。
平成10年最高裁判決（国政被選挙権）
在日朝鮮人3世李英和を代表にした外国人政党「在日党」が国政被選挙権の請求裁判を行ったが、最高裁は訴えを退けた。
平成12年 4月25日最高裁判決（地方参政権）
1991年、永住資格をもつ在日韓国人(特別永住者)ら4人が 福井地方裁判所に提訴。1994年地裁判決 棄却。1996年名古屋高等裁判所金沢支部判決 棄却。2000年4月25日、最高裁、上告棄却。

### 平成7年2月28日最高裁判決（地方参政権)・「傍論」
日本における外国人地方参政権の議論は、最高裁判所平成7年2月28日判決の内、特に「傍論」と呼ばれる部分に端を発する。現在、日本国内で議論として扱われている「外国人参政権」は、この地方参政権を指す。
1990年、特別永住者である在日韓国人が、大阪市の各選挙管理委員会に対して、選挙名簿への登録を求めて公職選挙法24条に基づき、異議の申出をした。選挙管理委員会がこれを却下。彼らは却下取消しを求め大阪地裁に提訴した。1993年6月29日 に請求棄却。大阪地裁の判決は次の通り。
- (1) 憲法15条の「国民」とは「日本国籍を有する者」に限られ、定住外国人には公務員の選定・罷免権は認められない
- (2) 憲法93条2項の「住民」は「日本の国民であること」が前提となっている、
- (3) よって日本国籍を有しない定住外国人には参政権を憲法が保障していると認めることはできない[38]。

これを不服とした原告は、公職選挙法25条3項に基づき、最高裁に上告したが、平成7年(1995年)2月28日、最高裁は上告を棄却、原告敗訴の1審大阪地裁判決が確定した。担当裁判官は、可部恒雄(裁判長)、園部逸夫、大野正男、千種秀夫、尾崎行信の5名である。

#### 1995年2月28日の最高裁判決における「傍論」
最高裁は判決において「全ての外国人に国政レベル・地方レベルを問わず、参政権は憲法上保障されない」としたが、判決理由中のいわゆる傍論部分において「地方レベルの参政権については法律による付与は憲法上許容される」との記述があり、"国政禁止"・"地方許容説"(部分許容説)に立つとされる。
もっともこの傍論作成に関与した園部逸夫は、判決判断を行ううえでの理由を説明したものにすぎないと発言している。いずれにしても、外国人の地方参政権は憲法上禁止されるとする"禁止説"および保障されなければならないとする"要請説"は否定された。
※傍論とは、判決において表された裁判所の意見のうちで、判決理由の核心部分には入らない部分をいう

## 政治の動き

### 日本

#### 自民党政権時代
最高裁判決（1995年）以後の自民党政権時代(小渕内閣〜麻生内閣)、外国人地方参政権付与法案が民主党・公明党・日本共産党・保守党・自由党から複数回提出された（後述）が、当時与党であった自民党の反対により、いずれも廃案となった。
韓国の金大中大統領は1999年から2000年にかけて、韓国の外国人参政権との「相互主義」を掲げて、自民党政権に実現を迫っていた。当時の小渕内閣と森内閣は、自民党単独政権から自自連立政権・自自公政権・自公保政権と連立の道を歩んでおり、連立与党であった自由党や公明党は、韓国の意向を受けて以来、現在まで付与に積極的な姿勢を示している。自由党党首であった小沢一郎も付与に賛成していた。自自公政権の際には、連立政権合意書に「付与法案を議員提案し成立させる」との合意までなされた(3党での法案提出をできずに自自公政権は終焉を迎えた。)。
「与謝野見解」
2000年以前、与党である自民党内の意見は「賛成」と「反対」で割れていた。ここで、野中広務が公明党との連立政権維持を理由に一旦、実現に積極的になった。しかし2000年9月30日、当時自民党選挙制度調査会会長であった与謝野馨が示した極秘扱いの見解（通称「与謝野見解」）が、産経新聞にリークされた。見解の内容は、憲法15条が参政権を「国民固有の権利」としている点から、この文言について「どのように解釈しても外国人に参政権を予定しているとはいえない。『日本国籍』を有する人に限って参政権を『固有の権利』として規定していると解するのが自然である」として、法律上で付与することに憲法上問題があるというものであった。これにより、憲法改正または解釈改憲を為す必要性があることが、自民党議員に理解された。与謝野見解を見た自民党議員は反対に流れ、結果として外国人地方参政権に関する自民党内での議論は沈静化したという。
さらに、韓国内での外国人地方参政権付与法案は、少なくとも金大中政権では一度廃案となり、日本に「相互主義」を提案していた韓国での法案が通過しなかったことで、日本国内での議論も下火になっていった。その後、2005年6月に盧武鉉政権下で、永住外国人に対する外国人地方参政権付与法案が可決された。韓国政府は再度「相互主義」を掲げて在日韓国人に対する外国人地方参政権付与を自民党に迫ったものの、実現には至らなかった。
日本では国政・地方参政権共に日本国籍保有者を有権者としている。民主党、社会民主党、公明党、日本共産党は、日本国籍を持たない外国人も有権者に加えることを提起。また、共産党は被選挙権も与えるべきとした。自由民主党、国民新党、みんなの党、たちあがれ日本は反対した。
政府・民主党首脳会議により、外国人参政権付与について一任されている小沢一郎民主党幹事長は、外国人への参政権付与は外交政策が背景にあるとの認識を示すとともに、民主党が政権を取った第45回衆議院議員総選挙前に在日本大韓民国民団と約束がなされており、約束は必ず守らなければいけないと表明しており、李明博韓国大統領も在日韓国人の地方参政権付与について日本側と約束があることを明らかにし、2010年中に区切りをつけることが要求であると表明している。民主党は外国人参政権付与に向けて動いている。
日本国憲法第15条第1項では、「公務員を選定し、及びこれを罷免することは、国民固有の権利である」としている。第43条第1項では、「両議院は、全国民を代表する選挙された議員でこれを組織する」とされている。

#### 民主党政権時代
第93代内閣総理大臣鳩山由紀夫は、1996年6月、「定住外国人に国政参政権を与えることをも真剣に考えてもよい(…）行政や政治はそこに住むあらゆる人によって運営されてしかるべきである。それが出来ないのは、畢竟（ひっきょう）、日本人が自分に自信のないことの表れである」と発言。2002年8月には「…しかし、友愛はそうはいかない。日本列島は日本人の所有と思うななどという発想は日本人の意識を開くことであり、死を覚悟せねば成就は不可能である。私はそこまで日本を開かない限り日本自体の延命はありえないと信じる。だから、私はその先兵を務めたい」と発言。民主党幹事長時代の2009年4月には「参政権くらい付与されるべき」と発言。ウェブ上で非難が殺到した。
2010年1月11日、民主党幹部会議で永住外国人に地方選挙権を付与する法案を、議員立法ではなく、政府提出法案として18日召集の通常国会に提出する方針を固めたことを受け、鳩山由紀夫総理大臣は原口一博総務相に永住外国人地方参政権付与法案の検討着手を指示した。
2011年11月18日の在日本大韓民国民団の創団65周年記念式典において、鳩山由紀夫、公明党の山口那津男代表、社民党の福島瑞穂党首らが永住外国人への地方参政権（選挙権）付与法案の早期成立を訴えた。鳩山は「永住外国人、特に韓国の皆さま方が『地方参政権を早く認めるように』というのは当たり前の願いだ」として来年の通常国会での成立を可能な限り努力すると表明した。また、樽床伸二幹事長代行は同式典において「鳩山氏の思いをしっかり支えながら、国政運営にあたっていく」と述べた
第94代内閣総理大臣 菅直人の見解
2010年10月4日、衆院代表質問で、永住外国人への地方参政権（選挙権）付与について「最高裁判決で、憲法上禁止されているものではないと解するのが相当だと述べており、（付与の是非は）国の立法政策に関わる事項だと承知している」とも述べ、参政権付与に賛成の立場を表明した。
菅内閣の政府答弁書
- 2010年11月19日、菅直人内閣は永住外国人への地方参政権（選挙権）付与について「憲法上の国民主権の原理と必ずしも矛盾するものではない」とする答弁書を閣議決定した[57]。
- 11月29日 - 永住外国人への地方参政権（選挙権）付与について、1995年に棄却された『永住外国人への地方参政権付与を求める裁判』で在日韓国人をなだめる意味で、政治的配慮として出された[58]傍論部分を「最大限尊重しなければならない」とする答弁書を閣議決定した[59]。

#### 第46回衆議院議員総選挙以降の自民党政権時代
2013年3月21日の衆議院憲法審査会では、与党の自民党は日本維新の会、みんなの党と共に外国人参政権を認めないことを表明した。

#### 政党により提出され廃案となった法案
- 第143回国会 衆法12号（公明党・民主党が共同提出。冬柴鐵三外19名) 第147回国会まで継続審議(1998年〜1999年)
- 第144回国会 衆法5号（日本共産党 東中光雄外2名が提出） 第147回国会まで継続審議(1998年〜1999年)
- 第147回国会 衆法1号（公明党・自由党が共同提出。冬柴鐵三外4名） 第157回国会まで継続審議(2000年〜2003年)
- 第148回国会 衆法1号（公明党・保守党が共同提出。冬柴鐵三外1名） 継続審議なし(2000年)
- 第148回国会 衆法2号（民主党 北橋健治外6名が単独提出） 第157回国会まで継続審議(2000年)
- 第149回国会 参法4号（日本共産党 富樫練三外4名が単独提出） 継続審議なし(2000年)
- 第150回国会 参法3号（日本共産党 富樫練三外4名が単独提出） 継続審議なし(2000年)
- 第151回国会 参法3号（日本共産党 池田幹幸外5名が単独提出） 継続審議なし(2001年)
- 第153回国会 衆法1号（公明党 冬柴鐵三外1名が単独提出） 継続審議なし(2001年)
- 第154回国会 参法6号（日本共産党 池田幹幸外6名が単独提出） 継続審議なし(2002年)
- 第155回国会 参法6号（日本共産党 池田幹幸外6名が単独提出） 継続審議なし(2002年)
- 第156回国会 参法6号（日本共産党 池田幹幸外6名が単独提出） 継続審議なし(2003年)
- 第157回国会 参法5号（日本共産党 東中光雄外2名が単独提出） 継続審議なし(2003年)

- 第159回国会 参法4号（日本共産党 池田幹幸外7名が単独提出） 継続審議なし(2004年)
- 第159回国会 衆法3号（公明党 冬柴鐵三外2名が単独提出） 第162回国会まで継続審議(2004年)
- 第163回国会 衆法14号（公明党 冬柴鐵三外2名が単独提出） 第171回国会まで継続審議(2005年〜2009年)

### 在日韓国人・韓国政府の動き
2011年当時の大統領李明博は在日本大韓民国民団の式典に出席し在日韓国人に外国人への参政権が実現するように努力するよう求めた。
在日本大韓民国民団（略称：民団）は1970年代より外国人参政権獲得運動を展開しており、参政権付与に積極的な民主党と公明党の支援を表明している。また、同化が前提という日本政府に対し、地方参政権を国籍撤廃闘争により勝ち取った諸権利の頂点に位置付けている。また、民団は李明博大統領に参政権が在日韓国人へ付与されるよう、小沢一郎民主党代表に働きかけるようロビー活動を行い、李は要請に応えて小沢に実現するよう求めた。鄭進中央本部団長は、2008年のソウルでの集会にて、総選挙を念頭に地方参政権の早期獲得に向け万全の態勢で臨むことを表明。また、民団では「政権選択選挙」とされる今度の総選挙を「天王山」としており、永住外国人の地方参政権付与に賛同する候補者を中央・地方・支部が連携して積極的に最大限の支援を行い、選挙後に召集される国会での地方参政権法案の早期提出・成立をめざすとした。また、民団の徐元喆国際局長は「（地方）被選挙権も必要だ。ステップ・バイ・ステップで」と述べている。また、広島県議会議長の「参政権を得たいなら、日本に帰化すべき」という発言について、民団は「われわれの民族性を抹殺する差別的な発言であり、容認できない」と反発、人権問題として抗議を行なった。この民団の反応に、広島県議会議長は「韓国国籍のまま日本の地方参政権を得た場合、竹島問題などの領土問題にも影響する。（帰化などの発言が）どうして人権問題なのか。理解出来ない」と困惑しているが、民団側は「地方参政権と領土問題は別で、人権問題だ。」とし、発言の撤回と地方参政権の付与を求めている。2013年6月27日、韓国国会は「海外居住大韓民国在外同胞に対する居住国の地方参政権付与促求決議案」を採択。外国に定住する韓国人団体の地方参政権獲得のための活動と努力はもちろん、これと意を共にする該当国の地方自治体および市民・社会団体の努力を全面的に支持することを決定した。2013年11月29日、東京で行われた日韓議員連盟の総会で、韓国側は日本における外国人参政権を実現するように要請し、日本側は「法案の実現に向けて努力する」と声明を発表した。
在外韓国人からの批判
かつて、在日韓国人には本国、居住国いずれの参政権も無かったことが日本における参政権獲得目的の一つとなっていた。本国参政権獲得については消極的な在日社会を指して「在日韓国人はどうしてアクションを起こさないのか、民団の消極的姿勢は、参政権付与反対と言っているに等しい」と非難する声も見られた。その後、2009年2月の韓国国会は在外投票法案を可決して2012年の国政選挙から投票できるようになった。
韓国政府と韓国大統領の見解
韓国政府は1991年の日韓外相会談で公式に要望して以来、日本政府に在日韓国人に参政権を付与するよう求めているが、盧武鉉前大韓民国大統領は、2003年TBSの番組において在日韓国人男性からの質問に対し、「世界が一つに統合していく過程の中で、必ずしもその国籍を守るということが称賛をするようなこと、称えることだけだと思いません。どのような国の人でも自分の国の文化の誇りを捨てないにしても、現地の文化そして体制に適応して、またそこでその社会の一員として定着して、その社会に寄与することは非常に重要なこと」と述べ、韓国人の海外における韓国籍保持に否定的な見解を示した。しかし、李明博（現大韓民国大統領）は2010年1月14日の会合で「在日韓国人の地方参政権付与について「（日本側で）約束がある」と述べ、「今年中に区切りをつけるのが（韓国側の）要求」として、今年中に実現するとの期待を示した。
韓国系団体による日本の政党支援
民主党の鳩山由紀夫は、韓国大統領李明博の実兄である李相得韓国・韓日議員連盟会長へ総選挙について「韓国からご協力を」と要請を行い、また民団に衆院選に先立って協力を要請した。韓国政府から財政支援を受けている民団は、総選挙は参政権獲得に向けた天王山と位置づけ、民主・公明両党候補を支援した。2009年4月29日には、鄭進中央本部団長は「勝負の年」とし、今年実施される衆議院総選挙に備えて、「地方参政権獲得運動本部」を先頭に、地方参政権付与に賛同する立候補者を集中的に支援し、各政党に対する働きかけを強化することを明らかにした。5月31日の集会で、民団婦人会中央本部の余玉善会長が「もう待てない」としたうえで、「付与に賛同する衆院議員立候補者が当選するよう支援していこう」と述べた。在日韓国人は衆議院選挙では参政権付与を公約とした民主党候補者の事務、ポスター貼り、ビラ配りなど選挙支援を行った。

### 日本の政党の見解
日本の各党に賛成派議員・反対派議員が存在する。
民主党と公明党が「法案を提出している点（いずれも廃案）」「党政策として掲げている点」で特に積極的である。民主党と公明党が1998年10月、国会に初めて付与法案を共同で提出した。以降、共産党・保守党・自由党も付与法案を提出したことがある。

#### 自由民主党
自民党は党として反対の姿勢を打ち出しており、所属国会議員もその多くが反対派であると考えられているものの、元総理の森喜朗ら一定数の推進派・容認派の存在が確認されている。外国人参政権付与法案を提出した事は一度もなく、1995年に最高裁判決の傍論が出てから2009年9月に政権を失うまで、野党民主党と連立与党公明党から複数回提出されている参政権付与法案全てに同調せず廃案にしていた。政権を失ってからも2010年1月の党大会で石破茂（現内閣総理大臣）が党として反対することを明言し、同年7月の第22回参議院議員通常選挙、2012年12月の第46回衆議院議員総選挙の選挙公約にも党として反対することが明記されていた。このため自民党では反対派が多数と見られている。2013年3月21日の衆院憲法審査会では維新の会、みんなの党と共に外国人参政権を認めないことを表明した。
事実上総理大臣（2度目の野党転落後は自由民主党シャドウ・キャビネット総理大臣）を選ぶ自由民主党総裁選挙では一般有権者たる党員や党友も参加可能ながら日本国籍を有しない者に選挙権は与えられていない。また、それ以前に日本国籍を有しない者は党員登録、党友組織・自由国民会議あるいは政治資金団体・国民政治協会への会員登録が認められていない。
主な賛成派議員
少数派だが、付与に積極的な連立与党公明党と同調して容認する動きを見せた議員も存在する。
- 河村建夫（元内閣官房長官・2021年、現在は政界を引退）は1998年時点で韓国民団のインタビューに答えるなど、外国人参政権付与に積極的である[84]。

主な反対派議員
反対派議員の代表的なものを記載する。
- 谷垣禎一（元自民党幹事長、現在は政界を引退）は、2009年9月28日の会見で「私個人として言いますと、外国人、日本におられる外国人の参政権の問題については慎重であるべきだというふうに思っています。と申しますのは、本当に生活に身近なことばかり、地方自治体がやっている仕事は本当に生活に身近なことばかりでも必ずしもないということがございます。港にどう船を入れるか、という問題などいろんなことがございますので、そこらへんを慎重に考えるべきだと思っております」と述べ、慎重な姿勢を見せた[85]。同年11月26日には、外国人参政権について反対と明言し、「党全体を賛成の方向でまとめていくつもりは全くない」とも語り、自民党としても外国人参政権に賛成をしないという意向を示した[86]。2010年1月14日には、党として永住外国人に地方選挙権を与える法案に反対する方針を示した[87]。
- 小泉純一郎（元内閣総理大臣、現在は政界を引退）は、2001年自由民主党総裁選挙に出馬した際、外国人地方参政権付与法案について「帰化したくないのに参政権が欲しいというのはおかしい」と発言した[88][89]。
- 高市早苗（元総務大臣、現自民党政調会長）は2010年3月の第174回国会で、1959年当時日本に残っていた在日朝鮮人約61万人のうち徴用労務者はわずか245人で、在日朝鮮人は自分の自由意思によって日本に留った者または日本生まれであり、日本政府が本人の意志に反して日本に留めているような朝鮮人は犯罪者を除き1名もいないとする当時の日本政府の見解を紹介[90][91][92][93]、総務大臣（当時）の原口一博が同年1月に語ったような強制連行論を外国人参政権付与の根拠とすること[94]に異議を唱えた。（詳細は在日韓国・朝鮮人#徴用と密入国）

#### 立憲民主党
党として外国人の参政権について言及はない、立憲パートナーズというパブリックコメントやタウンミーティングに関わるための仕組みには外国人を含め18歳以上の人間が登録できる。

#### 国民民主党
国民民主党代表玉木雄一郎は「反対」を明言している。国民投票法改正案では国民投票のCMでは外国人から寄付を受ける団体に対する規制を盛り込んでいる。党及び候補者を支援するサポーターでは外国人を含めた18歳以上の人間が会費を支払うことで参加することを認めている。サポーターは党の活動に参画することが認められているが国民民主党代表選挙は外国人サポーターに限り投票権がない。

#### 日本維新の会
維新の会は、党として反対。2013年3月21日の衆院憲法審査会では自民党、みんなの党と共に外国人参政権を認めないことを表明した。

#### 公明党
公明党は党として賛成。永住外国人の地方選挙権付与をマニフェストに掲げている。また党員資格は18歳以上であれば国籍を問わず参加できる。
- 元幹事長の冬柴鐵三は、推進に積極的で[99]、第163回衆議院特別国会、第164回衆議院通常国会において参政権付与法案[100]を提出し、その後も付与を訴え続けた[101]。
- 副代表の北側一雄は、2007年11月8日の民団大会に参加し、「永住外国人地方参政権の立法化に全力をあげて取り組む」と発言した[102]。また、2008年1月23日の会見では、民主党が党内調整に入ったことについて「ぜひ（民主）党内まとめていただいて提出してもらいたい」と述べ、民主党を支持していた。
- 参議院議員会長の魚住裕一郎は、2009年5月31日に在日韓国人の集会に参加。外国人参政権付与を訴えた[103]。
- 2009年、推進派の中心人物であった北側一雄や冬柴鐵三が8月30日の衆議院選で落選したことを受けて山口那津男公明党代表は、同年10月20日に駐日韓国大使・権哲賢との会談で、10月26日召集の臨時国会に参政権付与法案を党独自での提出として行うことを表明し、党として付与賛成の立場を貫く態度を見せた[104]。

#### 日本共産党
共産党は、地方自治法に「住民」を市町村に居住する人と規定されていることなどを根拠に、外国人の地方参政権に賛成であり、これまでに参政権付与法案を8回提出している。2009年1月には委員長の志位和夫が民団中央本部の新年会において、「日本共産党は永住外国人に選挙権だけでなく、被選挙権も付与する立場でがんばっています」と党の方針を述べ、地方選挙に限り永住外国人に対する被選挙権を与えると表明した。同年5月には、総務部会長の塩川鉄也が在日韓国人の集会に参加、付与を訴えた。
他方、在日外国人の国政への関与については「民族主権とする国家が世界の大勢となっている下では、在日外国人に国政レベルの参政権等を認めることは適切でない」として、現時点では否定している。

#### 社会民主党
社民党は党として賛成。党首の福島瑞穂は「法案提出や成立に社民党は賛成だ」「社民党も先頭に立って一緒に成立させたい」と述べ意欲を示している。2009年11月7日、民主党が永住外国人の地方参政権付与法案提出に向け調整に入ったことを受け、福島は「今国会で成立させることに賛成だ」と述べた。

#### 民主党(2016年3月27日維新の党と合流により解散)
民主党は結党時から「基本政策」に「定住外国人の地方参政権などを早期に実現する」と掲げており、党執行部以下ほとんどの党員が外国人参政権付与に賛成をしているが、一部の議員は外国人参政権付与に慎重な姿勢を示している。また、永住中国人にも参政権を与えるとしていた。
党内議員連盟の動き
2007年参議院選挙のマニフェストにも、結党時の「基本政策」に基づいて外国人参政権付与法案を提出してきた旨が明記され、2008年1月には、党内の推進派議員によって「在日韓国人をはじめとする永住外国人住民の法的地位向上を推進する議員連盟」という党内議員連盟を設立した。この連盟には、党の中心人物が多く参加し、鳩山由紀夫、岡田克也、前原誠司、千葉景子、藤井裕久、川端達夫、赤松広隆、小沢鋭仁、仙谷由人らが名を連ねた。同年5月、同議員連盟は「永住外国人への地方選挙権付与に関する提言」をまとめた。この中では
- (1)対象者を「特別永住者」のみならず「一般永住者」まで拡大する（ただし国交のない北朝鮮国籍者を除く）
- (2)「相互主義」を前提とせずに外国人参政権を与える、
- (3)対象選挙を「地方選挙権」に限る（直接請求権・公務就任権は今後必要に応じて検討）
- (4)「申請主義」を採用し、要件として20歳以上で3か月以上居住していること、等まとめている。（この提言が現在の民主党案の草案として想定されているものである）

2008年1月30日、党内の反対派議員によって「永住外国人の地方参政権を慎重に考える勉強会」が結成され、同年5月に党規約に基づく代表の諮問機関として「永住外国人地方参政権検討委員会」を設置し、外国人参政権の取り扱いについて議論を行った結果、2009年5月、民主党代表（当時）の鳩山由紀夫は「個人的には前向きに考えるべきだと思うが、党内で結論が出ている状況ではない」として第45回衆議院総選挙マニフェストへの記載を見送り、2010年7月の第22回参議院議員通常選挙におけるマニフェストでも外国人参政権に関しては一切触れられなかった。
なお、事実上総理大臣（政権交代が起きる以前の最大野党だった時期は次の内閣総理大臣）を選ぶ民主党代表選挙では2年に一度代表の任期満了に伴う場合に実施される時は一般有権者たる党員・サポーターにも選挙権を付与しているが、2011年までは国籍を問わず参加可能であった。しかし野党からの「事実上の首相選びに外国人に投票権を与えている」という批判を受けて、2012年の党大会で外国人の党員登録を今後認めない事と外国人サポーターには投票権を与えない事を決定した。
主な賛成派
付与に積極的な政治家を挙げる。
- 鳩山由紀夫（現在は政治家を引退している・別節を参照）
- 在日本大韓民国民団は、2009年10月の政権交代を祝う懇親会を開催し、中野寛成ら民主党議員17名を招き、参政権の実現を約束させた[118]。また、2010年1月12日の中央本部のパーティーでは、衆議院選挙当時に民主党選挙対策委員長を務めた赤松広隆が「鄭進団長をはじめ民団の皆さまには昨年、特にお世話になった。投票はしてもらえないが全国各地でいろんな形でご支援いただき、308議席、政権交代につながった」「民主党中心の政権で地方参政権問題が解決するとの思いで応援してくれたと思う。その意味で公約を守るのは当たり前だ」と述べた[117]。
- ほか、高木義明[119]・円より子（元民主党副代表）[103]らが付与に賛成。韓国から2003年に帰化した白眞勲は、ツルネン・マルテイ（フィンランドから1979年に帰化）とともに「日本の内なる国際化のためには定住外国人に地方参政権を与えるべき」と述べた[120]。

主な反対派
- 加藤公一(2012年政界引退)は、2009年11月17日の衆議院法務委員会で、自民党の稲田朋美から永住外国人への選挙権付与への賛否を問われた際、国政選挙権の付与を明確に否定するとともに、地方選挙権についても慎重に判断すべき旨の答弁をした。

国民新党（2013年3月21日に解党）
国民新党は選挙前から党として反対の姿勢を打ち出し、（無責任な）移民受け入れと外国人参政権付与法案を批判していた
亀井静香代表は「在日外国人が密集するところでは、地域政治の生殺与奪を握られかねない」「参政権は憲法上の国民固有の権利と規定されている。これとの関係を慎重に考えていくのが当然だ。外国籍で参政権を持ちたいなら帰化すればいい」と発言している。2009年8月には代表（当時）の綿貫民輔が「大きな問題の1つとしてですね、国家の構成に関する問題で、外国人の地方参政権の問題について、われわれ国民新党は国家の存在を動かしかねないということで反対といっております」と述べており、同9月20日に亀井が慎重な態度を示し、同11月7日、民主党が参政権付与法案提出に向け調整に入ったことを受け、代表（当時）の亀井は「地域や国民の感情もあるので国民的理解を得る努力が必要だ。時間をかけてやるべきだ。たまたま（民主党議員の）数が多かったからといって可決すれば済むという性格の法律ではない」と述べ、民主党に慎重な対応を求めた。
たちあがれ日本（2012年12月に日本維新の会と合流・解党）
たちあがれ日本は党として反対。与謝野馨（たちあがれ日本前共同代表・離党）は、2000年（当時は自民党所属）に外国人参政権付与の違憲性を指摘した与謝野論文を発表した。

#### みどりの風(2013年12月31日解散)
みどりの風は党としての賛否を明らかにしていない。代表代行の阿部知子（現在は立憲民主党所属）は永住外国人の地方参政権に賛成である。
みんなの党（2014年11月28日解党）
みんなの党は党として反対。代表の渡辺喜美は、「参政権を行使したいなら日本人になってほしい」と反対を表明している。また党アジェンダでは「地域主権型道州制により、飛躍的に地方自治体の位置づけが高まる」ことを理由に外国人参政権に反対している。また、2013年3月21日の衆院憲法審査会では自民党、維新の会と共に外国人参政権を認めないことを表明した。

#### 新党日本（2015年解散）
新党日本はかつては付与に積極的であったが、現在は消極的である。2007年11月7日、代表の田中康夫が日比谷野外音楽堂で行われた在日韓国人の集会「永住外国人に地方参政権を！11・7全国決起大会」に参加。「地域のことは住民が決めるのが民主主義の鉄則」と発言し、外国人参政権付与を訴えたが、その後亀井静香との会談で「急に懐疑的になった」と発言しており、現在は消極的な見解を持っている。2009年5月31日、元副代表の有田芳生は外国人参政権付与を訴えていたが、民主党に移籍した。

#### 日本のこころ (2018年11月1日解散)
団体の政策として、外国人の地方参政権も、国政への参政権も反対と明記していた。また外国人参政権付与につながる恐れがある自治基本条例にも反対の立場をとっていた。

#### 自由党(2019年4月28日解散)
党としての賛否を明らかにしていなかった。代表を務める小沢一郎は民主党幹事長時代の2009年11月には、政府・民主党首脳会議から外国人参政権付与について一任されていた。、「外国人への参政権付与は外交政策が背景にあるので民主党としてではなく、政府として提案されることが望ましい」と述べ、韓国民主党代表・丁世均との会談では、「在日本大韓民国民団側と総選挙前に（参政権付与の）約束をしたが、約束は必ず守らなければいけないと考えている」と表明した。「韓国政府サイド、在日の方々からも要求が非常に高まってきている」とも述べている。2009年12月12日には韓国における講演で、「日本国政府として政治姿勢を示すという意味でも政府提案で法案を出すべきだ。鳩山首相以下、現内閣は同じように考えていると思う。」と述べた。民主党議員に対しては「自分たちの政府が提案したことには賛成するのが普通ではないか」と賛成を求めていた。

### 地方自治体の動き
2009年10月から12月にかけて、自由民主党所属の県議会議員が中心となって、地方自治体で外国人地方参政権の法制化に反対する意見書が多数可決されている。2010年7月現在、27県議会といくつかの自治体が外国人地方参政権への反対を可決、6県議会が慎重な対応を求める意見を可決、2県議会が賛成意見を可決している。対馬や与那国島など、国境に接する自治体で特に懸念されている。2010年1月25日からは、全国の首長、地方議員約1万人分の反対署名（2010年1月25日の時点で約1600人分を確保）を集めて、政府に提出する運動が行われた、なお2010年以後の動きは不明である。
これまでに住民投票条例などで外国人に投票権を認める形で、外国人参政権を事実上施行に移した自治体は次の通りである。
北海道増毛郡増毛町、紋別郡遠軽町、稚内市、北広島市。岩手県宮古市、奥州市、滝沢市、和賀郡西和賀町、東京都杉並区、三鷹市、小金井市。群馬県高崎市。埼玉県富士見市、児玉郡美里町、比企郡鳩山町、和光市。千葉県我孫子市。神奈川県逗子市、大和市、川崎市。新潟県上越市。石川県羽咋郡宝達志水町、福井県越前市、静岡県静岡市、愛知県高浜市、幡豆郡一色町（現西尾市）、安城市。長野県小諸市。滋賀県近江八幡市。大阪府岸和田市、大東市、豊中市、奈良県生駒市、大和郡山市、三重県名張市、兵庫県丹波篠山市、鳥取県境港市、東伯郡北栄町。広島県広島市、大竹市。山口県山陽小野田市。福岡県宗像市。

## 日本の世論

### 世論調査
- 産経新聞の2009年8月世論調査では、95%が外国人参政権付与に反対と回答した（回答者18,455人[139]）。2010年1月の調査では、「参政権付与は憲法違反か・国籍取得が前提か」については共にYESが97%、NOが3%となり、「納税は参政権の根拠になると思うか」との質問にはYESが4%、NOが96%となった（回答者24,869人[140]）。なお、産経新聞は反対の立場をとっている[141]。
- 朝日新聞の2010年1月調査では、賛成60%、反対29%となった（有権者2182人回答[142]）。この調査では、調査方法を当初「名護市内の有権者を対象に調査」と掲載し、後に「全国の有権者を対象に調査」と修正したこともあり、一部で世論調査捏造との疑義が出た（実際は、同時期に掲載されていた名護市長選情勢調査の調査方法を誤って掲載したものであり、「全国の有権者を対象に調査」が正しい）[143]。なお、朝日新聞は賛成の立場をとっている[144]。また、この調査は韓国のソウル新聞に「日本人の60%、永住外国人の参政権を与えるべき」として報道された[145]。
- 神奈川県選挙管理委員会の調査では、「選挙権は日本国民の権利とされているので、今のままでよい」50.1%、「地方選挙権を外国人にも認めるべきである」27.3%となった[146]。
- 日本テレビの2010年1月調査では、「鳩山内閣は、外国籍のまま日本に永住する権利を持っている91万人に対して、知事や市議会議員などの地方選挙で投票する権利を認める法律案を、いまの国会に提出する方向です。あなたは、これを支持しますか？」との質問に対して、支持する40.8%、支持しない41.5%、わからない、答えない17.8%となった（回答者579人[147]）。
- 時事通信社の2010年3月の調査では、地方参政権付与について、賛成が38.3%・反対が49%。民主党支持層では、賛成が41.4%・反対が51.6%。自民党支持層では、賛成が26.2%・反対が67.3%[148]。
- 読売新聞と韓国日報の共同調査（2010年4月）では、賛成44%、反対47%。なお、韓国側では賛成72%、反対14%であった[149]。
- 2001年に民団が在日韓国人を対象におこなった意識調査では、58%が「日常生活に地方参政権を必要と考えている」とし、44%が「国政選挙権を必要と考えている」と回答した[150]。

### 新聞各紙の見解
反対派
- 読売新聞は社説（2009年12月15日付）にて「（永住外国人に地方参政権を認めれば）北朝鮮、韓国、中国などが自国出身の永住外国人を通じて、日本政府の方針と異なる主張を地方から浸透させるため、影響力を行使する余地が生まれる」とし、「憲法の規定、国のあり方、双方の観点から問題がある」と述べている[151]。2010年2月1日の社説では、「与那国島は、直近の町議選の当選ラインが139票だ。特定の政治勢力が町議会を通じて陸自配備への反対運動を盛り上げようと、永住中国人を大量に集団移住させれば、反対派の町議を簡単に当選させることができる」「国の基本にかかわる問題を党利党略で扱うことは許されない」と述べている[47]。
- 産経新聞は外国人参政権付与に対し「国の主権が損なわれかねない重大な問題」として反対の立場を取っており[141]、社説「主張」でも、「自民党は外国人参政権への反対姿勢を明確にするべき」と強く要望している[141]。2010年2月20日の社説「主張」では、永住外国人への地方参政権（選挙権）付与をめぐり、1995年の最高裁判決で「憲法上、禁止されていない」との判断を示した最高裁の元判事・園部逸夫が「（在日韓国・朝鮮人を）なだめる意味があった。政治的配慮があった」と同紙に明言したことで、「外国人参政権の立法化の大きな根拠が崩れた」として、「鳩山由紀夫政権は法案提出を断念すべきだ」と主張した[152]。

これらの意見に対して在日本大韓民国民団は、「不毛な排外主義を推進している」と読売・産経の両誌を名指しで非難している。
賛成派
- 朝日新聞は社説でたびたび外国人参政権の実現を訴えており、日本に納税をしている外国人もいること[154]や、外国人が住みやすい環境づくりにつなげるため[155]などの理由を挙げており、「選挙権が欲しければ国籍をとればいい」という意見は不自然であるとし、「外国人が自国の利益となる案件について、大挙して選挙権を行使する可能性」についても、人々の不安をあおり、排外的な空気を助長する危険な主張と批判している[155]。
- 北海道新聞は「選挙権付与は、日本の植民地支配の歴史を引きずった問題であることも考慮しなければならない。」と見解を示した上で、外国人参政権付与に賛成の立場をとっている[156]。
- 山陰中央新報は韓国との信頼強化のために外国人参政権付与を実現するべきだと主張している。また、韓国で永住外国人に地方参政権が認められていることを紹介し、「韓国に住む日本人永住者は百人程度に対し、在日韓国・朝鮮人は四十万人を超し「バランスを欠く」という主張もあるようだ。しかし歴史的背景に目をつぶる方が、よほどバランスを欠いているのではないだろうか。」と反対派の主張を牽制している[157]。
- 信濃毎日新聞は、「永住外国人が地方選挙に加わると、内政問題に外国政府の利害が絡んでくるのではないか」という反対論に対して、「外国人が自治体の選挙に一票を行使したからといって、国家の主権が侵害されると 考えるのは飛躍というものだろう。」と述べ、納税などの義務を果たしている永住外国人がいるのだから、外国人に対して参政権を認めるべきだと主張している[158]。

慎重派
- 日本経済新聞は、「地域社会の一員であり、納税の義務も果たしている」在日コリアンが地方選挙権を要求することには理解を示しつつも、「参政権は憲法や民主主義の根幹にかかわる」として幅広い議論の必要性を指摘している[159][160]。

## 許容説・部分的許容説
外国人の地方選挙権を認める説の論点および論拠としては、次のようなものがある。

### 「住民」と「地方自治」の憲法解釈
賛成論
日本国憲法第93条2項に「地方公共団体の長、その議会の議員及び法律の定めるその他の吏員は、その地方公共団体の住民が、直接これを選挙する」とあり、これを根拠にした住民権と住民自治の観点からの賛成論がある。
- 憲法は、選挙権の主体について15条1項では「国民」とし[162]、93条では「住民」としている。学説は「住民」について、「その地域内に住所を有する者をいう」としており、国籍要件をとくに付加していないのが通例である[163]。93条における「住民」は、外国人を含むという保障はないにしても、必ずしも外国人を排除するものではないと主張される。
- このほか、地方自治、特に地域的正当性と国家的正当性の観点（二重の正当化論）から賛成論が主張されることがある。「二重の正当化」論においては、地方自治は、地域的正当性と国家的正当性の両方によって支えられる。地域的正当性とは、国家意思と区別される「住民」意思によるもので、国家的正当性はその淵源が「国民」にあるが、外国人に地方選挙権を認めても、この正当性は切断されずに保たれる。なぜなら、地方自治体の高権行為は、法律に基づき法律の枠内で行われる（条例も法律の範囲内で制定される）からである。つまり、93条の「住民」に外国人を含める解釈は、国民主権原理と矛盾しない。したがって、参政権付与は国防や外交といった政策に影響を及ぼさず、住民自治であり国民主権に反しない[164]とする見解がある。
  - 15条1項が国民主権原理（1条）から派生するものであるとすれば、93条2項は直接的には地方自治の原則（92条）から派生する。住民である外国人の選挙権を排除することは「地方自治の本旨」に反する。

最高裁判決
これらの請求に対して最高裁の判断は、93条2項における「住民」はその区域に住む国民を意味するとした。これは、93条だけでなく国民主権原理（前文および1条）、15条1項、その他も併せ考えたうえでの判断である。そして、地方参政権（93条2項)は、外国人に保障されないとした。一方、憲法8章の趣旨から判断して、地方参政権の法律による付与は外国人に禁止されていないとした。結局、地方参政権については、外国人には憲法上保障されないが、禁止もされていないという。
また外国人の参政権が制限されるのは、参政権は前国家的権利ではないためである（#外国人参政権と人権に関する法学通説参照）。

### 長尾一紘論文
外国人参政権訴訟以前の1988年、長尾一紘中央大学教授（憲法学）が、論文「外国人の人権－選挙権を中心として」において、ドイツの学説である「部分的許容説」を日本で初めて唱え、日本国憲法下でも外国人に地方参政権を付与できると主張した。この論文は最高裁の平成7年（1995年）判決の「傍論」にも影響を与えた。

### 外国人差別の観点
同化的帰化を迫る日本政府の歴史認識を是正し、外国人差別を撤廃するためとの見解があるが、外国人差別と外国人参政権の問題は無関係とする見解がある（中田宏前横浜市長発言。地方自治体の動き参照）。
外国人の参政権が制限されるのは、参政権は前国家的権利ではないためである（#外国人参政権と人権に関する法学通説参照）。
またこの論法は、すべての国で大なり小なり実施されている自国民と外国人の「区別」と、本来同等に扱われるべきであるのに不当に違う処遇をされる「差別」を混同しているという指摘がある。

### 納税者の観点から
賛成論では以下が主張される。
- 憲法は、30条で納税の義務を「国民」の義務としているが、実際には居住地主義などによっている。憲法でも法律でも、「国民と書いてあるから日本国籍を有する者のことであって外国人を含まない」と簡単に言ってしまうわけにはいかない[161]。
- 国・自治体は、税金を元に、国防・治安・災害対策・教育・福祉・交通関連その他の公共サービスなどを提供している。外国人もまた、これらを享受しているのであり、「納税の義務から当然に参政権が生ずる」とまでは言えない。しかし一方、税の使い道の決定に外国人が関与できないなら、「国・自治体は、外国人も享受できるように取り計らってくれるはず」というお取り計らい頼みになってしまう[167]。

この納税を参政権付与の根拠とする意見に対する反論として以下のものがある。
- 納税は公共サービスを享受するための対価であり、参政権とは無関係である。金美齢は、納税と、参政権の問題は全く無関係であるとし、金自身が日本に在住しており、台湾で納税をしていないが台湾の参政権を取り上げられないことを例に出した。[168]
  - 仮に関係があるとすれば、消費税を納める18歳未満の者にまで参政権を認めることになり不当である。
  - さらに、在日韓国人自身が韓国政府に納税を行っていないのに韓国国政への参政権を行使できることも、納税と参政権が無関係である根拠である。
- 納税につき、在日韓国人には減免措置を与えていた自治体が存在することが明らかになっている（在日特権#税減免を参照）。
- 納税により参政権を認めている国はない。
- 選挙権・被選挙権・国民投票権を有しない18歳未満の日本国民も、一定額以上の所得があれば所得税や住民税の納税義務を負うことになっている。

### 二重参政権と安全保障上のリスク
日本国籍を持たない外国人に参政権を与えた場合、その者は「国籍を持つ国」と「日本」の二カ国にまたがる参政権を持つことになり、「二重参政権」の問題が発生する。少数の住民から構成される市町村においては、特定の外国人集団が組織票となり、投票に際してキャスティング・ボートを握ることが可能となり市政を左右する危険性が懸念されている。台湾人で日本に帰化した金美齢は、本国に加えて日本での参政権を付与することになる「二重参政権」と地方参政権問題について、たとえ地方政府の参政権といえど、地方政府と中央政府はつながっており、反日的な思想をもった人間に参政権を与えるべきではないと指摘している。
また、部分的許容説をかつて主張し、のちにこの説は憲法違反として撤回した長尾一紘は、国政選挙は許されないが、地方選挙ならば許されるとする許容説の前提となる国政と地方との切り離しができないことが近年の常態になっていると指摘したうえで、次のように主張する。
日韓の選挙権の条件格差
2009年2月に韓国での選挙法改正により、在日韓国人は、日本にいながらにして韓国の国政選挙すなわち、大統領選挙と国会議員比例選挙の投票権をもつことが可能になった。また、韓国内で居住申告をすれば、地方選挙の選挙権、被選挙権を持てるようになった。この居住申告は、日本の住民登録を維持したまま可能であり、したがって、永住資格を失うことなく居住申告ができる(2010年現在、居住申告者数は6万人を超える)。在日韓国人が、韓国での選挙権と日本での選挙権を持つということは、二重の選挙権を持つということであり、日本の一般国民よりも政治的権利の条件において、より高い有利な地位に立つことになる。
韓国憲法における忠誠及び国防義務と領有権問題
また、韓国人は、韓国の憲法によって韓国への忠誠と国防の義務、徴兵制度が国民に課されている。従って、日韓の国益が対立する場合、韓国人は韓国憲法に従い、この忠誠義務に基づいて行動しなくてはならない。
この点については、対馬の問題を考慮にいれるべきで、韓国人の半数が韓国領土と考え、また韓国の国会議員や地方自治体が領有権を主張する対馬において、有権者は約3万人であり、市議会議員の最下位は685票である。したがって、外国人地方参政権が導入されれば、対馬を韓国領土だとする議員が数名は当選することが十分に考えられる。
日中領有権問題
同様のことは、一般永住者に含まれる在日中国人への参政権付与においてもいえる。外国人参政権を一般永住者にも拡張しようとする民主党法案においては、日中間での領有権問題が予期され、対馬と同様の問題、または比較にならないほどの深刻な問題が生じうる。
- 尖閣諸島問題に関しては、日本最南端の与那国島町長選挙では、当落の票差はわずか103票ほどであり、大量に同島に在日中国人が移住すれば、容易に当選しうる。
- また沖ノ鳥島を中国は岩礁にすぎず日本の領土ではないとしているが、この島が属する小笠原村の村長選挙では、得票は713票ほどであり、これも同様、容易に当選しうる。

長尾は、日中の友好関係を維持のためには、最低限度の距離をとる必要があるとして、「過剰の優遇は、多くの場合友情を破壊するという結果をもたらし（...）、いたずらに対立と緊張を高めるだけのこと。外国人選挙権法案は、日本の安全を危機にさらすだけでなく、国際平和を害する」と論じる。
また、元最高裁判事園部逸夫も、一般永住者への付与拡張について「ありえない」「移住して10年、20年住んだからといって即、選挙権を与えるということはまったく考えてなかった。判決とは怖いもので、独り歩きではないが勝手に人に動かされる。」「永住外国人に選挙権を認めなければいけないようなことになったとしても、非常に限られた、歴史的状況のもとで認めなきゃだめですよ。どかーっと開いたら終わりです」と発言している。また、議員立法でなく民主党政権政府が提出することについて「賛成できない。これは国策であり、外交問題であり、国際問題でもある。」として批判している。
その他、安全保障上の観点（領有権問題発生のリスク）からの反対論は以下の通り。
- 在日朝鮮人は北朝鮮国政への選挙権、被選挙権をともに有しており、北朝鮮最高人民会議の代議員（国会議員）に6名選出されている。在日朝鮮人に参政権を付与すると北朝鮮の国会議員が日本の選挙に参加できることになる。
- 島嶼など人口が少ない市町村においては比較的少数の移民により市政を壟断することが可能となる。そうなれば防衛上の要請からの自衛隊派遣の拒否など国の安全保障に支障をきたす。
- 在日中国人が急増している背景から在日朝鮮人よりも中国人問題であり、中国が人口による侵略行為を行った場合は日米安保条約があっても防げなくなる[171]。

## 外国人参政権に関する法学通説・帰化推進論
ここでは文献に基づく法的解釈のみを扱う。
憲法学的通説
外国人参政権の付与請求運動も、裁判判決も、いずれもなんらかの法曹学説（解釈）を根拠とする。2011年現在、日本の法曹の通説および外国人参政権請求裁判における最高裁判決においては、外国人参政権は人権のような前国家的権利ではなく、憲法上保障されないとする。(前国家的権利とは、国家に先行して存在する権利のこと）
憲法学者の芦部信喜は、参政権が、国民が自己の属する国の政治に参加する権利であり、その性質上、当該国家の国民にのみ認められる権利としつつ、「地方自治体、とくに市町村という住民の生活に最も密着した地方自治体のレベルにおける選挙権は、永住資格を有する定住外国人に認めることもできる、と解すべきであろう。」と主張している。
日本の法曹では、
1. 参政権は前国家的権利ではなく、
2. 外国人に参政権を保障することは国民主権に反し、
3. 外国人には、国政地方問わず、参政権は憲法上保障されない

とする全面否認説（禁止説）がかつては有力であったが(宮沢俊義『憲法II』、伊藤正己『憲法』、大石眞『憲法講義II』、小林節『憲法と政治』、高乗正臣『人権保障の基本原則』、百地章『憲法の常識 常識の憲法』など。
しかし、近時においては、
1. 国政レベルにおいては参政権は認められないが、
2. 外国人地方自治体のレベルの参政権については、外国人に認めることができる

とする見解が最も有力である（芦部信善＝高橋和之補訂『憲法』、佐藤幸治『憲法』、長谷部恭男『憲法〔第4版〕』、樋口陽一『憲法〔第3版〕』、野中俊彦ほか『憲法I』など)。国政禁止・地方許容説（部分的許容説）。「許容説」と呼ばれるのは、法律で禁止しても法制化しても、いずれも憲法上は問題ない、つまりどちらも許容していると考えているからである。地方許容説を採る理由として、
1. 憲法により地方自治が保障されているが、それは住民の意思に基づいて行われる必要があり、外国人に地方自治体での選挙権を認めることの方が、より地方自治の理念に適合する。
2. 外国人の地方自治体選挙権を認めることによって、国政のあり方は国民が決定するという国民主権の原理に影響を与えないかが問題となるが、この点、地方自治は法律の枠内で行われるので問題は少ない。
3. 憲法15条1項では「国民」としているのに対し、93条2項では「住民」として区別している。

などがある。なお、判例も国政禁止・地方許容説に立っているとされる。
関連する少数説として、地方選挙のみならず、国政選挙でも選挙権を認めることができるとする全面的許容説も存在する（青柳幸一『人権・社会・国家』、奥平康弘『憲法III』、甲斐素直『憲法ゼミナール』など）。
さらに少数説として、外国人参政権は憲法上要請されているという説もある（浦部法穂、近藤敦『外国人参政権と国籍〔新版〕』、辻村みよ子『「国家主権の制限と『人権の展開』―外国人参政権問題によせて―」』など）。浦部は、定住外国人の参政権は憲法上保障されるとし、また国民主権の根底には、「一国の政治のあり方はそれに関心を持たざるを得ないすべての人の意思に基づいて決定されるべきだとする考え方」があると主張している。許容説と異なり、外国人参政権の否定こそ違憲としていることから、「要請説」と呼ばれる。
民主主義の理念と矛盾するか
賛成論が、次のように主張することがある。
政治理念としての民主主義は、人民の自己統治であり、自己の政治決定に自己が従うということである。したがって、政治的決定に従う者は、当然、その決定に参加できる者でなければならない。「国民主権」の主権者は、民主主義の観点から言って、その政治社会における政治的決定に従わざるをえないすべての者である。日本における政治的決定に従わざるをえない生活実態にある外国人には、参政権を保障すべきである。
しかし、これについては、上記したように日本法曹の通説においては、参政権は前国家的権利ではないため、民主主義の理念に矛盾しないとされる。

### 日本国憲法における外国人の人権に関する学説
否定説・準用説・肯定説
在日・在留外国人の人権について、憲法上の学説は二段階で争いがある。
第一段階として、外国人は憲法で保護されるかどうかについてである。現在の通説は、肯定説となっている。
- 否定説（消極説） - 憲法で人権を保障されているのは、純粋に日本国民に対してのみであるとする説。日本国憲法第三章の章題が「国民の権利および義務」であることなどを根拠とする。ただし、立法政策上、外国人に対しても、国際社会で通念となっている人権を保障することはむしろ望ましいとする。
- 準用説 - 基本的には日本国民を対象にしたものだが、外国人にも準用できるとする説。
- 肯定説（積極説） - 憲法の人権保障は、一定の範囲内で外国人にも及ぼされているとする説。人権は前国家的な権利であり、また、憲法が国際協調主義の立場を採っていることなどを根拠とする。

文言説と性質説
続いて、外国人の人権肯定説に立った上で、外国人に保障する範囲が問題となる。「国民固有」の文言解釈も、この争いに当てはまる。学説としては性質説・限定保障説が通説である。外国人参政権反対論は、「国民固有」を根拠とする文言説（日本における外国人参政権#「与謝野見解」など）と、性質説に立った上で、限定保障説の立場から反対する物の両方が存在する。
- 文言説 - 憲法の条文から、外国人に適用されるかを判断する。「何人も」となっていれば外国人を含め、「国民」「国民固有」とあれば日本人のみとするものである。
- 性質説 - 条文をそのまま解釈するのではなく、人権の性質に照らした上で、できる限り外国人にも適用すべきであるとの説。
  - 限定保障説と無限定保障説 - 性質説はさらに二つに分かれる。国民主権の見地から、外国人の人権には制約が掛かるとする限定保障説と、外国人に対しても制約を設けない無限定保障説がある。

マクリーン事件と限定保障説
1978年（昭和53年）10月4日に出されたマクリーン事件最高裁判決は、「憲法第3章の諸規定による基本的人権の保障は、権利の性質上日本国民のみをその対象としていると解されるものを除き、わが国に在留する外国人に対しても等しく及ぶものと解すべきであり、政治活動の自由についても、わが国の政治的意思決定又はその実施に影響を及ぼす活動等外国人の地位にかんがみこれを認めることが相当でないと解されるものを除き、その保障が及ぶものと解するのが、相当である。」とした。しかし在留の自由は国の裁量に委ねられ、憲法上保障されないとした。また在留外国人の政治活動については、政治活動の自由は参政権的機能を果たすため、国民主権の見地から特別の制約を受けるとした。政治活動の自由は表現の自由として憲法上保障されるが、参政権は前国家的権利ではないため制約を受けるとするこの見解は、限定保障説といわれ、学説、判決ともにこれが通説である。

### 「治者と被治者の自同性」
「治者と被治者の自同性（治めるものも治められる者は同一である）」の原則に基づく賛成論に対しては、「国民」が自同性の原則に矛盾しないのに対して、外国人はいざとなれば自国へ逃げだすこともできるし、日本国への義務も果たさない、いわば無責任な立場であり、これでは民主主義の本質である「治者と被治者の自同性」を全うできない。これは民主主義の理念にも合致しない。したがって日本法曹では、参政権は日本国民固有の権利であり、外国人への付与は認められないとする。
また、賛成派が、憲法で保障明示されていない基本的人権を主張するときは人権を自然法による権利として主張するにもかかわらず、この件に関しては自然法としての権利を全く無視し、自然法上の権利とはいえない「自同性」という理念にもとづいて参政権を主張することの矛盾が反対論から指摘される。反対論においては、国家の基本条件は本質的に他国民に対して排他的存在であり、つまり、国民の「固有の権利」とは他国民の参政権二重取得に対する排他権であって、それは自然法で発生した基本的人権であることが確認される。また、地理的条件から導かれた地政学上の自然法としての権利である安全保障制度は、国連憲章1条2項の「自決の原則」が適用されるものであるが、賛成論は、この「自決の原則」すなわち自然法を否定しており、矛盾していると指摘される。
いずれにしても、参政権は前国家的権利ではなく、後国家的権利、すなわち各国家の裁量が認められるのであって、このような制限は、前国家的権利である人権(自然権)とは矛盾しない。

### 「相互主義」問題
相互主義とは、元々外交や通商関係において、他国民に対して自国民と同程度の待遇を条件とする考え方であった。相互主義が外国人参政権の争点となったのは、EUが欧州連合の市民」概念とともに、EU加盟国間に限定して外国人参政権を相互に認めるという基本方針を導入し、それを受けて在日韓国人の参政権付与運動および韓国政府が相互主義を掲げて、参政権付与を要求するようになってからである。韓国政府は自国において外国人参政権を在韓外国人に対して2005年に付与して以来、日本政府に参政権付与を要請しているが、日韓間での付与対象者数の非対称性の問題、したがってまた韓国は在日韓国人と政治的に連携することなど政治的利益があるのに対して、在韓日本人はほとんどいないことから、日本側に相互主義を採用するメリットはまったくなく、条件の格差について不公正とする批判もある（後述）。中国は外国人参政権を認めていない。
EU加盟国における「相互主義」
EU加盟国においては、マーストリヒト条約で「欧州連合の市民」（EU市民）の概念を導入し、その権利を相互に認めEU加盟国の国籍を持つ外国人に欧州議会と地方自治体における参政権(選挙権)を付与しなければならないことを定めており、これは「EU市民」としてのアイデンティティーの形成を目的とする。このため、各国は批准にあたりこれに対応する国内法の整備をしており、ドイツとフランスでは憲法を改正してEU加盟国の国籍者に限定して外国人参政権を与えられるようにした。この結果、ドイツにおけるトルコ人やバルト三国におけるロシア人など、EU市民とそれ以外の外国人の待遇の差として新たに問題化することがある。EUに先立ち1970年代から「北欧市民権」と呼ばれる形で相互に地方参政権を認めていた北欧諸国は、互恵国民とその他の外国人との待遇差が問題となり、互恵型から定住者一般に認める方向に移行した。
日本における外国人参政権付与対象者
日本の議論において、従来、外国人参政権の付与の対象者は「特別永住者」を予定していた。だが、民主党が「特別永住者」に加えて「一般永住者」も対象者に加える提言が発信されて議論された(「対象」節参照）。
特別永住者の国籍別人数は、「韓国」「朝鮮」270,560人（98.8%）、台湾1,013人（0.36%）、アメリカ881人(0.32%)、中国664人(0.24%)であり、一般永住者の国籍は、中国が343,816人（37.4%）、フィリピンが141,468人（15.4%）,ブラジルが116,818人（15.4%）、韓国が76,346人（8.7%）、ペルーが33,140人（3.6%）である。
以上の永住者の主要な国籍について「相互主義」を検討してゆく。

#### 日韓の比較
韓国が外国人参政権を付与したのは、日本での在日韓国人地方参政権獲得運動の進展が見られないため、その支援として参政権付与が検討されてきたとされる。また、韓国における付与対象外国人有権者数は内国人有権者の0.05%であり、選挙結果に何も影響しないとの思惑もあった。
韓国の金大中大統領は1999年以降に、韓国の日本人も含む外国人参政権との「相互主義」を掲げて日本政府に実現を迫ったが、当時韓国では永住資格制度もまだ整っておらず（2002年から）時期尚早であり、また、日帝残滓である在日問題と国内問題を同一線上で捉えることへの反発など国民世論も収斂しておらず韓国国内で廃案となった。しかし2005年6月に盧武鉉政権下で「永住外国人に対する外国人地方参政権付与法案」が可決された。主な当事者である在韓華僑からの要求が表面化しない中で付与が決定されたが、在日韓国人支援の名分がなければ成立したかは疑問とされる。現在、韓国政府は「相互主義」を掲げて在日韓国人に対する外国人地方参政権付与を再度日本政府に迫っている。
日韓の憲法上の差
日韓両国とも憲法第1条で国民主権をうたっているが、大韓民国憲法では第41条で国会議員を、第67条で大統領をそれぞれ秘密選挙により選出するとしているのみで、地方参政権は第118条において法律で定めると規定しているため柔軟な対応が可能であり、また憲法上は地方選挙については秘密投票を保障していない。憲法自体の改正も韓国ではこれまで9回行われている。一方、日本国憲法では国民主権を実現する上で第15条において公務員の選出・罷免権を幅広い範囲にわたって国民固有の権利と明記し、地方参政権も第93条でその地方公共団体の住民（国民）が直接これを選挙すると規定している。また、日本国憲法第15条では秘密投票権も明記されており、外国人有権者の影響の検証はより困難になっている。
永住者数の格差
- 在日韓国人の永住資格保有者は2024年12月末時点で約33万人(特別永住者24万7809人・一般永住者7万6346)[6]。
- 在韓日本人(長期滞在者含む)は2021年時点で42,5547人。このうち、永住資格保有者は16,236人[181]。
- 韓国では外国人有権者は投票結果に影響をしないと考えられているが、日本では大阪市生野区のように外国人比率が高い地域もある。

永住資格付与条件の格差
韓国では外国人参政権を極めて厳格な条件を満たしたものに限って、付与をみとめている。他方、日本の政党法案では、所得条件やキャリア条件などは一切付されていない。「相互主義」をとる場合、韓国と日本では制度差が生じる。どちらかの国が歩み寄る必要があり、もし日本が韓国と同様の要件を課した場合、当然のことながら高額所得者以外は永住権も参政権も付与されなくなる。
韓国における外国人参政権付与の基本要件は、永住資格(F-5)取得後3年以上の経過であるが、この永住資格取得には、高い収入条件(一般韓国国民の4倍）や博士号取得者などの複合要件を満たすことが必要である。また、要件を満たしていても、当該外国人の思想信条が韓国の国益に合致しない場合は、法務部長官の許可を根拠に、永住資格が付与されないこともある。
要件には、200万米ドル以上の投資、先端技術分野の博士学位所持者かつ収入条件（韓国国民GNIの4倍）を満たしたもの、世界トップ500企業での経営幹部としてのキャリアを所持するもの、オリンピックで銅メダル以上の受賞者などがある。収入条件は2005年時点で年収63,320米ドル(633万円)以上であった。また、居住(F-2)査証で5年滞留の場合、本人ないし同居家族に韓国の1人当たりのGNI以上の年収があり、韓国語能力試験5級以上に合格していることが要件である。
その他の韓国における制限として、政党に加入することはできない、政治資金の寄付禁止、投票行為以外の選挙運動の禁止などがある。
諸外国との比較
- ヨーロッパでは外国人参政権の相互主義が認められているが、これはEU加盟国間に限っている。イギリスにおいても、イギリス連邦加盟国に限定されている。
- 北朝鮮、台湾、中国、ブラジル、フィリピンについては、いずれも外国人参政権を与えていない。このことから「相互主義」は成立しない。そもそもいずれの国も日本に対して外国人参政権を求めておらず、相互主義を主張して外国人参政権を要求している国は韓国のみである。韓国の行動は、内政不干渉の原則に違反するという批判もある[187]。

#### 「相互主義」に対する見解
- 民主党推進派議連は、2008年の提言で、相互主義に「一定の合理性は認められる」が、民主党は「多様な文化や価値観を認め合いながら、永住外国人の地域社会への政治的参画の道を開き、ともに地域社会づくりに取り組むべきであるとの基本的考え方」に立つことから、この考え方は「本来、外国の対応を前提とするものではなく、我が国自身がどう考えるかの問題である。このため、相互主義の採用には慎重であるべきとの結論に至った」としており、韓国政府の要請する相互主義について受け入れないことを明らかにした[7]。他方、同提言では、一般永住者に対しても外国人参政権を与えることとした。「相互主義」を採用した場合には一般永住者の65%以上を占める中国籍・ブラジル籍・フィリピン籍の外国人に、参政権が与えられない不都合が生じる。このような事情から「相互主義」を却下したともいわれる。
- 長崎県議会は、2009年12月、「在韓日本人で参政権を得ている者は数十人であるにもかかわらず、日本で対象となる在日韓国人は数十万人もいて、決して相互主義が成立する条件に無い」として、相互主義は成立しないとした[188]。
- 国家基本問題研究所は、2008年3月、「(1)韓国で永住が認められるのは主として韓国人の配偶者やその子弟であり、日本とは実情が根本的に異なる」こと、2023年10月時点で「(2)在韓日本人永住者は16,236人[181]であるのに対し、2024年末時点での在日韓国人特別永住者は約25万人[6]であり、互恵主義が成立する条件が欠如している」ことを挙げ、韓国との相互主義は成立しないと提言した[189]。

### デニズンへの帰化推進論
「デニズン」とは、スイスの政治学者トーマス・ハンマーが使用した概念で、帰化を望まない外国籍の市民のことであり、「永住市民」または「永住外国人」と翻訳される。このデニズンの考え方を受けて、樋口直人や近藤敦、宮島喬らがいる。樋口は、参政権付与をめぐる論理として1)「過去の国民」の権利―植民地支配の清算、2)「将来の国民」の権利―国民と一般外国人の中間的存在としての永住市民の権利（denizenship）、ほか人権と住民権なども挙げ、国民化を強制する国民国家体制を再考し、国籍とも国民とも切り離された住民自治実現のため永住市民権と地方市民権の推進を訴えている。
これに対して、日本国籍を取得した外国人（日本国籍取得者）には、当然参政権が保障されるため、むしろ帰化推進によって国籍取得による参政権の十全な行使を主張する観点から、帰化を拒否したまま外国人参政権を要求することに対する反論として帰化推進論がある。鄭大均もこの帰化推進論者であり、日本国籍取得によってこそ参政権は十全に行使できるし、またそのことによって「日本人（日本国民）」という概念の多様性が広がるという見解を提出している。
この帰化推進論はフランスの社会学者フランソワ・デュベも主張しており、「移民の権利向上には賛成であるが、選挙権について完全な権利を持つ市民（国民）と、不十分な地方選挙の権利しか持たない外国人市民という二重の存在を作りだすことは問題である。フランス共和国的平等の理念は＜二級市民>を容認できない。したがって、参政権を持つなら、国籍を取得し、完全な市民（国民）としてこれをフルに行使すべきである」とする見解を述べている。

### その他の論点
- 中央日報では在日韓国人の地方参政権獲得とともに日本社会を内側から変化させ日本の右傾化に対処するため[195]、といった議論もある。
- 日本の教育への外国勢力の介入のリスクから反対する見解もある(山田宏)。日本の教科書問題に在日民団が激しい反対運動をして介入しようとしてきた事実があり、歴史はもちろん日本の道徳や倫理など外国勢力の都合の良い教育にされるリスクがある[196]。
- 外国人参政権はしばしば少子化対策やと関連付けて議論される[197]。

## 政党賛否・賛否運動
国政政党の賛否　
2021年時点で自民党は反対が占め、立憲民主党と国民民主党は党内で意見が割れている。公明党、日本共産党、社民党、が外国人参政権に賛成している。
日本維新の会、参政党、日本保守党は外国人参政権に明確に反対している。
2025年時点でれいわ新選組は党の方針として明確な姿勢を出していないが過去に共同代表の大石あきこは賛成すると発言している。
参政権付与反対運動
- 2010年1月16日、民主党党大会が開かれている日比谷公会堂周辺に、外国人参政権に反対する市民団体など1500人以上が集結し、「外国人参政権は許さない」「小沢幹事長辞めろ」などをシュプレヒコールするデモ活動が行われた[200][201]。また、検察庁前では検察を応援するデモ活動が行われた[200]。警視庁は都内を警備する3000人の機動隊員の大半を民主党党大会の会場周辺に集結させ厳戒態勢を布いた[202]。

- 2010年1月24日、在日特権を許さない市民の会主催の外国人参政権反対デモ行進の参加者が催涙スプレーで襲撃される事件が起きた[203]。

韓国での反応
前掲「政治の動き」も参照。
韓国本国人の関心は在日韓国人ほど高くないが、在日韓国人地方参政権獲得運動の支援の一環として韓国で外国人参政権付与が行われるなど、韓国においてもこの運動は支持されている。また、地方参政権問題は今まで抑圧されてきた在日韓国人同胞の恨をはらす契機ともされ、日本政府の歴史問題解決への前向きの姿勢の表明として歓迎する意見もある。一方、外国人参政権付与が議論される中で日帝残滓である在日問題と国内問題を同一線上で捉えることへの反発なども見られた。
朝鮮人
在日朝鮮人は北朝鮮の参政権、被参政権を有しており、在日本朝鮮人総聯合会（朝鮮総連）は「在日同胞は共和国公民である」という立場から「日本国への政治参加が在日同胞の民族意識を稀薄化させることにつながる」として反対を表明している。
在日中国人
中国系日本人によって2009年に華人参政支援協会設立の報道がなされたが続報はない。
ブラジル人
日本人が問題視するほど、ブラジル人は参政権に関心がない。むしろ政治的な争点になることで、外国人排斥につながらないか懸念している。